# Boungou (Fada N'Gourma)
Pour les articles homonymes, voir Boungou.
Boungou est une commune rurale située dans le département de Fada N'Gourma de la province du Gourma dans la région de l'Est au Burkina Faso.

## Géographie
Boungou est situé à 28 km au Sud-Est de Fada N'Gourma, chef-lieu du département, de la province et capitale de la région, et à 10 km au Nord-Est de Nagaré et de la route nationale 18.

## Histoire
La mine d'or de Boungou – exploitée par la société québécoise SEMAFO – est visée par des attaques de groupes terroristes dans le cadre de la Guerre du Sahel. Il est, de ce fait, l'un des sites les plus sécurisés dans cette zone. La route menant à la mine fait l’objet depuis 2017 de plusieurs attaques :
- Août 2017, des gendarmes burkinabés commis à la sécurité de la voie sont tués dans une embuscade.
- Novembre 2018, cinq personnes dont quatre gendarmes sont tuées dans une embuscade sur la même voie.
- 18 avril 2019, un bus de compagnie minière qui se rendait sur un site saute sur une mine artisanale, causant la mort du chauffeur
- 6 novembre 2019, au matin, un convoi de travailleurs composé de cinq bus accompagnés par des pick-ups transportant des employés escortés par les Forces armées du Burkina Faso est l'objet d'une embuscade par « des individus armés non identifiés » à 40 kilomètres de la mine d'or de Boungou. Une mine détruit un véhicule de la gendarmerie nationale burkinabè, peut-être un ACMAT Bastion, qui est mis hors de combat[3], puis le convoi est mitraillé. Le bilan provisoire annoncé le jour même par les autorités fait état de 37 décès civils (réévalué à 39 morts) et 60 blessés[4], d'autres sources annoncent une soixantaine de décès[5]. Il s'agit de l'attaque la plus meurtrière enregistrée dans le pays depuis le début des violences jihadistes en 2014[3]. Le président burkinabè Roch Marc Kaboré décrète trois jours de deuil national à compter du 8 novembre et les responsables de la SEMAFO suspendent leurs activités sur le site minier de Boungou[6].

## Économie
La mine d'or de Boungou est la seule mine industrielle de la région et commence sa production commerciale pour la société canadienne SEMAFO le 1er septembre 2018 et produit 63 600 onces d'or durant les quatre premiers mois de son exploitation. Elle emploie 1 245 employés qui sont à 92 % sont des « nationaux » de la région de l'Est et en particulier originaires de la commune de Partiaga.
En 2019, deux fois par semaine, un convoi fait la route entre Fada N'Gourma et Boungou pour assurer la relève des travailleurs. Les expatriés, eux, sont transportés par hélicoptères depuis Ouagadougou.

## Santé et éducation
Le centre de soins le plus proche de Boungou est le centre de santé et de promotion sociale (CSPS) de Nagaré.